# Movin' On (Commodores)
Movin' On è il terzo album in studio del gruppo musicale statunitense Commodores, pubblicato nel 1975.

## Tracce
Side 1
1. Hold On
2. Free
3. Mary, Mary
4. Sweet Love

Side 2
1. (Can I) Get a Witness
2. Gimme My Rule
3. Time
4. Cebu

## Formazione
- Lionel Richie – voce, sassofono, tastiera
- Thomas McClary – voce, chitarra
- Milan Williams – tastiera
- Ronald LaPread – basso
- William King – tromba
- Walter Orange – batteria, voce, percussioni